# Моховской район
Моховской район — административно-территориальная единица в Центрально-Чернозёмной, Курской и Орловской областях РСФСР, существовавшая в 1928-1930 и 1935—1963 годах. Административный центр — село Моховое.
Район был образован 30 июля 1928 года с центром в селе Ржаное в составе Орловского округа Центрально-Чернозёмной области.
25 сентября 1930 года Моховской район был упразднен, его территория вошла в состав Орловского района.
18 января 1935 года район был восстановлен с центром в селе Моховое уже в составе Курской области.
27 сентября 1937 года район передан в состав вновь образованной Орловской области.
9 февраля 1963 года Моховской район был упразднён, его территория вошла в состав Залегощенского сельского района.